# Louis Niedermeyer
Pour les articles homonymes, voir Niedermayer.
Abraham, Louis Niedermeyer (Abraham-Louis de Niedermeyer d'Altenburg), né le 27 avril 1802 à Nyon (Suisse) et mort le 15 mars 1861 à Paris (9e arrondissement), est un compositeur et pédagogue suisse. La révolution de 1848 le contraint à demander la citoyenneté française, ce qui lui permet d'exercer ses droits d'électeur au début de la IIe République.

## Biographie
À Vienne, il est l'élève de Moscheles pour le piano et de Förster pour la composition. À Rome, il poursuit ses études avec Vincenzo Fioravanti (1819) et Niccolò Antonio Zingarelli à Naples où il donne son premier opéra Il Reo per amore, (Le Coupable par amour) en 1820.
De retour en Suisse, il donne des leçons de piano-forte, et compose des Fantaisies pour cet instrument ainsi que des mélodies, dont Le Lac, d'après Lamartine, qui d'emblée fait sa célébrité. Il présente son deuxième opéra, La Casa nel Bosco, le 28 mai 1828 à Paris, mais revient très vite à Nyon au chevet de son père mourant. Là, il se marie avec Charlotte des Vignes de Givrins. De cette union naît une fille, Eulalie, qui devient l'épouse de Gustave Lefèvre. Il quitte la Suisse en 1834 pour se fixer d'abord à Bruxelles, puis à Paris en 1836. Dans la biographie qu'il consacre à son père, son fils raconte avec force détails pittoresques son départ de Suisse.
À Paris, il fait représenter encore trois opéras ( Stradella, 3 mars 1837 ; Marie Stuart, 6 décembre 1844 et La Fronde, 2 mai 1853) avec un certain succès. En 1849, sa Messe solennelle représentée à l'Église Saint-Eustache suscite l'enthousiasme de Berlioz. Désormais, il se détourne de la scène et se dirige vers la musique d'église. Il réorganise l'institut de musique religieuse d'Alexandre-Étienne Choron qui porte dès lors le nom d'École de musique classique et religieuse, plus connue sous l'appellation d'École Niedermeyer de Paris et qui se développe très rapidement.
Il fonde, également, avec Joseph d'Ortigue un périodique, La Maîtrise, consacré à la musique religieuse et qui paraît de 1857 à 1861. Dans chaque numéro, on trouve des œuvres vocales et chorales du XVIe au XVIIIe siècle, provenant essentiellement du mouvement musical qui s'était développé au XVIe siècle dans le sillage de Palestrina et du Concile de Trente. On y trouve aussi des pièces d'orgue du XVIIIe au XIXe siècle (du Bach mais aussi de sa propre composition). Avec d'Ortigue il publie en 1857 un Traité théorique et pratique du plain chant et peu de temps avant sa mort, il écrit un volumineux ouvrage sur l'accompagnement pour orgue des offices de l'église.
Il a été inhumé le 17 mars 1861 au cimetière de Montmartre (division 9).

## Hommage
Son nom est donné au Conservatoire à rayonnement départemental d'Issy-les-Moulineaux et
en 1991, la Municipalité de Nyon dédie la Villa Beau-Réveil, devenue bien public, à Niedermeyer. En 2007, la Fondadion Niedermeyer est créée par Édouard Garo pour réhabiliter les œuvres et la mémoire du musicien et, en 2012, un centre de documentation consacré au compositeur est inauguré à la Villa Niedermeyer, dans sa ville natale de Nyon en Suisse. Le quai de la ville de Nyon en Suisse est nommé en l'honneur de Louis Niedermeyer. Son buste est exposé à l'opéra Garnier à Paris.

## Généalogie
- Louis Niedermeyer Abraham Louis, Baron de Niedermeyer d'Altenbourg (1802-1861), directeur de l'École Niedermeyer (1852-1861), épouse Jeanne Suzanne Charlotte des Vignes de Givrins (1803-1854). Jeanne des Vignes de Givrins appartient à une très ancienne famille protestante vaudoise. Par son père, elle a pour aïeule Maria Belgia de Portugal enterrée dans le Chapelle du Portugal en la cathédrale Saint-Pierre de Genève. Par sa mère, elle est l’arrière petite-fille de Jean-François Sellon financier et homme politique genevois de premier plan à son époque.
  - Suzanne Louise Eulalie de Niedermeyer d'Altenbourg (1832-1897), épouse Gustave Lefèvre (1831-1910), directeur de l'École Niedermeyer (1865-1910).
    - Louise Lefèvre (1866-1898), épouse Léon Boëllmann (1862-1897).
      - Marie-Louise Gigout-Boëllmann (1891-1977), organiste et professeur.
        - Jean Boëllmann.
          - Jean Boëllmann.

        - Jeanne Boëllmann-

    - Marguerite Victoire Lefèvre (1867-1942), administratrice de l'École Niedermeyer, épouse Henri Heurtel (1852-1928, directeur de l'École Niedermeyer (1910-1928) avec Albert Périlhou (jusqu'en 1914) puis Henri Büsser.
      - Hélène Heurtel (1898-), épouse Louis Crombé.
        - Suzanne Crombé.

      - Madeleine Heurtel (1899-1971), organiste Notre-Dame de Versailles, épouse Raymond Petit (1904-1992).
        - Geneviève Petit.
        - Jacques Petit.
          - Chantal Petit
          - Anne-Geneviève Petit
          - Catherine Petit
          - Jean-Luc Petit
          - Béatrice Jaillet

      - Henriette Heurtel (1900-1975), organiste Saint-Louis de Garches.
      - Henri Heurtel (1900-1981), organiste Basilique Saint-Denis (1936-1977) et Saint-Aspais de Melun (1925-1936).
      - Sonia Heurtel (1903-).
      - Gaston Heurtel (1904-), directeur de l'Ecole Niedermeyer (1928-1939) avec Henri Büsser.
      - Marie Heurtel (1905-1986), organiste Saint-Aspais de Melun (1936-1981).
      - Marguerite Heurtel (1907-1963).

    - Louis Gustave Henri Lefèvre (1868-1946), épouse Eugénie Césarine Brisson (1862-1897).
      - Victor Lefèvre.

    - Eulalie Eugénie Cécile Lefèvre (1869-1892).
    - Mathilde Lefèvre (1871-1892).
- Caroline Mathilde de Niedermeyer d'Altenbourg (1836-1904), épouse Eugène Gigout (1844-1925) et adoptent leur neveu Léon Boëllmann.
- Louis Alfred de Niedermeyer d'Altenbourg (1838-1904), directeur de l'École Niedermeyer (1861-1865), épouse Jeanne Marie Catherine Soret de Boisbrunet (1831-1910).
  - Jeanne Marie Thérèse Armande de Niedermeyer d'Altenbourg (1883-1976), épouse le comte Ferdinand du Port de Pontcharra (1878-1978), dont postérité.
  - Marie Madeleine Jacqueline de Niedermeyer d'Altenbourg (1885-1961), épouse Fernand Mandosse (1880-1964), dont postérité.

## Armes

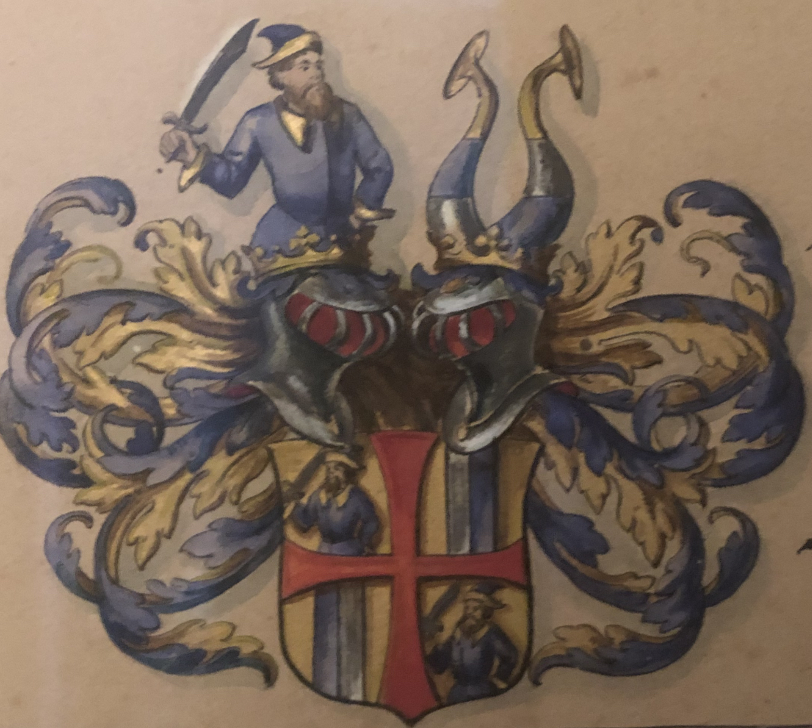

Noblesse du Saint-Empire en 1666 ; Baron 23 septembre 1734.
Description des armes des barons de Niedermeyer d’après le diplôme conservé à l’Académie héraldique de Munich :
- Écartelé aux 1 et 4 d’or à un homme issant habillé d’azur, coiffé d’un chapeau du même, au rabat du champ, brandissant un sabre au naturel ; aux 2 et 3 au pal partie d’argent et d’azur.
- À la croix porté de gueules brochant sur l’écartelé.
- Deux casques couronnés : cimier 1°, l’homme issant, Lambrequins d’or et d’azur ; 2°, deux proboscides tiercées en face a dextre d’or d’azur et d’argent, à senestre d’or, d’argent et d’azur, lambrequins d’argent et d’azur.

## Sources
- Louis Niedermeyer, son œuvre et son école, de A. Niedermeyer (Paris, non daté),
- Vie d'un compositeur moderne, par le fils de Niedermeyer (Fontainebleau, 1892 ; réédition Paris, 1893 avec une préface de Camille Saint-Saëns),
- L'École Niedermeyer de Paris, de M. Galerne (Paris, 1928).
- Armorial Général de Rietstag – gouda 1887 – 2e volume, page 316.